# Università di Buffalo
L'Università di Buffalo (UB) è un'università degli Stati Uniti d'America nello stato di New York, fondata nel 1846. Il nome ufficiale completo è University at Buffalo, The State University of New York.
È una delle sedi dell'Università statale di New York.